# Eugerdella armata
Eugerdella armata is een pissebed uit de familie Desmosomatidae. De wetenschappelijke naam van de soort is voor het eerst geldig gepubliceerd in 1864 door G. O. Sars.